# Konflikten i Makedonien 2001
Konflikten i Makedonien syftar på den militära konflikt som rådde i Makedonien 2001. Den utspelades mellan makedonskalbanska styrkor och makedonskslavisk militär och räknas som ett av de jugoslaviska krigen.

## Förlopp
Konflikten startade i januari 2001, då albanska separatiststyrkor från gerillarörelsen Nationens Befrielsearmé (UÇK) och makedonsk militär och säkerhetsstyrkor kom i konflikt med varandra. UÇK:s mål var inte att splittra Makedonien, utan att bedriva gerillakrig tills de hade vunnit sina basala rättigheter och var accepterade som jämbördiga i Makedonien. Makedoniska armén angrep UÇK:s (Ushtria Çlirimtare Kombëtares) ställningar vid gränsen till Kosovo.
Ett eldupphör ingicks den 8 juli 2001, och en fredsöverenskommelse upprättades den 14 augusti 2001. Konflikten slutade i samband med att samlingsregeringens fyra partier, varav två etniskt albanska, i januari 2002 signerade ett ramavtal i Ohrid som kallas för Ohridavtalet. I detta avtal uppfylldes de flesta av UÇK:s krav. UÇK utlovades amnesti mot att de överlämnade alla sina vapen, gav upp aspirationer på en ny albansk stat på Makedoniens territorium samt erkände Makedoniens alla institutioner.
Den makedonska regeringen konstaterade att cirka 70 000 flydde sina hem som ett resultat av konflikten, medan internationella övervakare sade att det var betydligt mindre mängd[källa behövs]. Det konstaterades även att mest skada mot civila vållades av den makedoniska armén samt makedoniska säkerhetsstyrkor. Albanskan kom att bli officiellt språk i Makedonien när konflikten avslutades.  

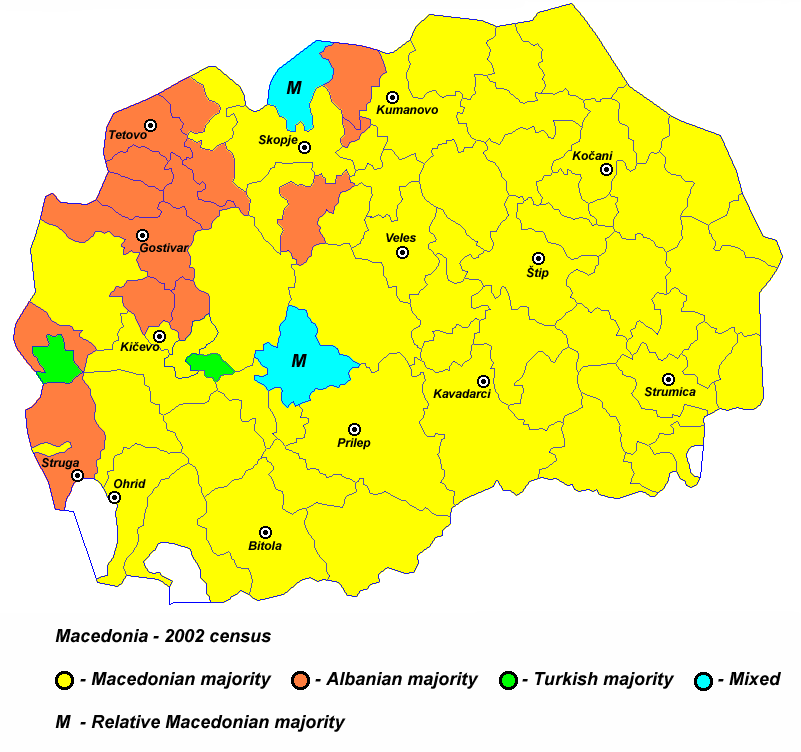
Makedoniens etniska sammansättning i varje kommun 2002-03. Gult = makedonsk majoritet, orange = albansk majoritet, grönt = turkisk majoritet, blå = blandat.

## Orsaker till konflikten
Enligt den albanska sidan hade man lämnats i skuggan i den makedoniska staten, och man var inte jämlika medborgare. Därför ansågs de militära aktionerna nödvändiga av UÇK. Officiellt var aktionerna gjorda av UÇK endast av nedanstående orsaker, medan kritiker menar att man ville splittra Makedonien och ansluta de av albaner bebodda områden till Albanien och Kosovo. Enligt den albanska sidan ville man att:
- De skulle vara jämställda medborgare i landet
- De skulle ha rätt att använda albanskan som officiellt språk
- Det skulle finnas jämställd statlig representation
- Det skulle finnas samma chans att få arbete inom den offentliga sektorn oberoende av etnicitet
- Staten skulle finansiera högre utbildning på albanska
- Det skulle finnas betydelsefulla lokala myndigheter samt offentlig finansiering av vardagliga problem
- Det skulle finnas internationell övervakning och inblandning som ska försäkra friheten och säkerheten noggrant
- Frihet skulle finnas för albaner att fritt få använda den albanska flaggan och diverse kulturella symboler

## Källhänvisningar
1. ↑  Andersson, Ulf B. ””Vi underskattade risken för krig i Makedonien””. Amnesty Press. Arkiverad från originalet den 1 februari 2016. https://web.archive.org/web/20160201152721/http://www2.amnesty.se/ap.nsf/0/72D74CBCECB42C9AC1256ADB006CA1FC?opendocument. Läst 27 januari 2015. Publicerat 4 oktober 2001.
2. ↑  Who are the rebels? BBC 20 mars 2001
3. ↑  ”Macedonia: fears of a new Balkan conflict”. BBC. http://news.bbc.co.uk/2/hi/1519891.stm. Läst 24 november 2015. Publicerad den 3 september 2001..
4. 1 2  Is There a Good Terrorist? av Timothy Garton Ash
5. ↑  "Why Are Albanians Upset?" från National Albanian American Council Arkiverad 28 september 2007 hämtat från the Wayback Machine.

### På svenska
- Konflikten mellan slaver och albaner - Säkerhetspolitik.se, Myndigheten för samhällsskydd och beredskap (MSB) hämtat från the Wayback Machine (arkiverat 26 oktober 2017).